# Stade Gilbert Brutus
Stade Gilbert Brutus é um estádio localizado em Perpignan, França, possui capacidade total para 13.000 pessoas, é a casa do time de rugby league Catalans Dragons, foi inaugurado em 1962, passando por reformas em 2005, 2007 e 2011.